# Tithaeus
Tithaeus is een geslacht van hooiwagens uit de familie Epedanidae.
De wetenschappelijke naam Tithaeus is voor het eerst geldig gepubliceerd in 1890 door Tord Tamerlan Teodor Thorell. 

## Soorten
Tithaeus omvat de volgende 36 soorten:
- Tithaeus annandalei
- Tithaeus birmanicus
- Tithaeus borneensis
- Tithaeus calyptratus
- Tithaeus cruciatus
- Tithaeus drac
- Tithaeus flavescens
- Tithaeus fraseri
- Tithaeus fuscus
- Tithaeus granulatus
- Tithaeus indochinensis
- Tithaeus jacobsoni
- Tithaeus javanus
- Tithaeus johorensis
- Tithaeus kokutnus
- Tithaeus krakatauensis
- Tithaeus laevigatus
- Tithaeus lesserti
- Tithaeus longipes
- Tithaeus malakkanus
- Tithaeus metatarsalis
- Tithaeus minor
- Tithaeus nigripes
- Tithaeus odysseus
- Tithaeus pumilio
- Tithaeus rotundus
- Tithaeus rubidus
- Tithaeus rudispina
- Tithaeus sarawakensis
- Tithaeus siamensis
- Tithaeus similis
- Tithaeus tenuis
- Tithaeus timorensis
- Tithaeus trimaculatus
- Tithaeus vagus
- Tithaeus watanabei